# Magnoliophyta
Magnoliophyta sau Angiospermae sunt plante care au semințele închise în fructe.
Încrengătura Magnoliofite, cunoscute popular ca plante cu flori, cuprinde peste 235.000 de specii de plante, dintre care aproximativ 3.700 de specii sunt reprezentate și în flora României.
Astăzi angiospermele reprezintă grupul dominant de plante de pe suprafața pământului (loc ocupat încă de acum 100 de milioane de ani). Aceasta s-a datorat unor caractere de superioritate ale acestora, care au dus la o mai bună adaptare la mediul terestru.

## Caracteristici generale
Sunt cele mai evoluate plante, cu corpul un corm tipic, perfect adaptat la viața terestră. Ulterior, unele specii s-au readaptat la mediul acvatic. Sunt răspândite pe tot globul terestru, cu excepția zonelor polare.
Angiospermele au apărut la mijlocul Mezozoicului, prin evoluția unor gimnosperme primitive, față de care au unele caractere de superioritate:
- marea majoritate sunt fotoautotrofe, dar există și specii heterotrofe (parazite, semiparazite, saprofite) sau mixotrofe (cu nutriție carnivoră)
- au o varietate foarte mare a formelor de viață (bioformelor), angiospermele putând exista ca erbacee anuale, bianuale și perene, lemnoase (arbori, arbuști, subarbuști și liane), frutescente, suculente etc. Aceste bioforme sunt perfect adaptate la toate mediile de viață și domină vegetația actuală
- xilemul tulpinii și rădăcinii este alcătuit din vase perfecționate (trahee), iar floemul conține, pe lângă tuburi ciuruite, și celule anexe;
- organul caracteristic este floarea, suprema realizare morfo-funcțională a regnului vegetal. Floarea are atât părți reproducătoare (androceu și gineceu), cât și învelișuri florale specializate pentru protecția lor
- apare un organ nou, ovarul, care închide unul sau mai multe ovule. În urma fecundației ovarul se transformă în fruct și ovulele în semințe, fructul învelind semințele (gr. "angios"= învelit, închis)
- la angiosperme apare dubla fecundație, în urma căreia rezultă doi zigoți: zigotul principal (diploid), care prin diviziuni mitotice succesive va da naștere la embrion; zigotul secundar (triploid), numit și zigot accesoriu, care va da naștere rezervei nutritive a embrionului, endospermul secundar. Acest endosperm secundar a dat posibilitatea diversificării angiospermelor
- are loc reducerea progresivă a gametofitului, foarte mic și nevascularizat: gametofitul mascul este reprezentat prin celula vegetativă și celula generativă a grăunciorului de polen, iar gametofitul femel este redus la cele șapte celule ale sacului embrionar
- în același timp, sporofitul este foarte diversificat, vascularizat și perfect adaptat la viața aeriană terestră

Cele mai numeroase angiosperme actuale au flori bisexuate (72%). Cu flori unisexuate sunt 11%, dintre care 4% sunt dioice, iar 7% sunt monoice. Cca. 17% sunt plante trioice și poligame.
Polenizarea entomofilă a dus la modificări ale florii: diversificarea periantului, a staminelor și a carpelelor etc.

## Originea angiospermelor
Pentru stabilirea filogeniei lor se ia în considerare, în primul rând, în afara caracterelor  morfo-anatomice, originea florii angiospermelor.
Se cunosc două ipoteze:
1. Ipoteza pseudantiei (inflorescențială, a florii false), emisă de Wettstain, Karsten și susținută de Engler, conform căreia floarea unisexuată a angiospermelor ar fi derivat din inflorescența unor gimnosperme evoluate (Ephedrales). Cele mai primitive angiosperme ar fi plantele  (Fagales, Urticales). cu flori unisexuate grupate în amenți. Floarea bisexuată ar fi apărut ulterior, dintr-o inflorescență mixtă,  prin reducerea perigonului fiecărei flori din inflorescență. Florile femele erau situate central, iar cele mascule la periferie.
2. Ipoteza euantiei (a florii adevărate), emisă de Hallier, Ch. Bessy, dezvoltată apoi de Arber și Parkin, conform căreia floarea angiospermelor provine dintr-un con (strobil) de la gimnospermele străvechi, fosile, de tipul Bennettites, care s-a modificat în sensul că vârful acestuia s-a transformat în receptacul, iar frunzele strobilului s-au metamorfozat, devenind învelișuri florale și sporofile (mascule și femele). Aceste gimnosperme primitive, la care a apărut prima dată floarea evoluată, sunt considerate strămoșii unor angiosperme cu flori mari, bisexuate, cum sunt policarpigenele (Magnoliales, Ranales etc.). După această ipoteză, florile unisexuate ale unor angiosperme ar fi apărut secundar, prin reducerea până la dispariție a unuia dintre sexe.

Ambele ipoteze susțin monofiletismul angiospermelor, adică evoluția lor dintr-un strămoș comun. Există, însă și ipoteze care susțin bifiletismul, chiar polifiletismul angiospermelor.
În prezent, ipoteza cea mai plauzibilă, acceptată de cei mai mulți sistematicieni, este cea a euantiei. S-au făcut eforturi pentru elaborarea unui sistem filogenetic de clasificare, care să țină seama de cercetările experimentale, de morfogeneza florilor, fructelor, semințelor, polenului, organelor vegetale, date care corelate cu cele fitopaleontologice, trebuie să stabilească descendența grupelor de dicotiledonate și monocotiledonate.
Dintre caracterele vechi (primare) pot fi enumerate următoarele:
- flori solitare, bisexuate, cu periant, dialipetale și actinomorfe
- număr mare (nedeterminat) al părților reproducătoare și dispoziția spirociclică a acestora
- gineceul cu ovar superior
- sămânța are endosperm și două cotiledoane
- polenizarea entomofilă

Caractere derivate (tinere) pot fi considerate:
- florile grupate în inflorescențe, cu periant simplu (sau fără periant)
- corola gamopetală și zigometria (sau asimetria)
- număr redus de organe ale părților reproducătoare (stamine și carpele) și dispoziția ciclică a acestora
- gineceul cu ovar inferior
- florile unisexuate și dispuse mai ales dioic
- sămânța fără endosperm și cu un singur cotiledon
- polenizarea anemofilă

## ClasaMAGNOLIOPSIDA(DICOTYLEDONATAE)
Cuprinde cca. 170000 specii lemnoase și erbacee, cuprinse în cca. 320 familii botanice și sunt răspândite pe toată planeta, constituind componentele de bază ale principalelor ecosisteme.

### Caractere generale
- Sunt plante cu flori (antofite), erbacee sau lemnoase, anuale sau perene, adaptate la viața terestră (unele s-au readaptat secundar la viața acvatică)
- Marea lor majoritate sunt autotrofe, puține sunt heterotrofe (saprofite, semiparazite sau parazite)
- Rădăcina principală provine din radicula embrionară și formează un sistem pivotant sau rămuros; uneori, această rădăcină principală dispare de timpuriu, fiind înlocuită de rădăcini adventive
- Tulpina prezintă în structura primară fascicule mixte libero-lemnoase, dispuse pe un singur cerc, alcătuind eustelul, rar atactostelul (gr. "atakos" = împrăștiat, neregulat; "stele" = coloană). Fasciculele conducătoare sunt deschise, având cambiu între lemn și liber. Tulpinile lemnoase și unele tulpini erbacee au și o structură secundară, datorită apariției și funcționării meristemelor secundare (cambiu și felogen)
- Frunzele au forme variate, o nervațiune ramificată de tip penat sau palmat (rar nervațiunea este arcuată) și au o dispoziție diversă pe tulpină. Cel mai adesea frunzele sunt compuse, dar pot fi și simple, însă au, în general, marginea cu diferite tipuri de incizii
- Florile, mai evoluate decât cele ale Gimnospermelor, sunt diverse sub aspectul numărului și dispoziției părților componente, fiind pe tipul 5 sau 4, rar 3
- Embrionul seminței are două cotiledoane, între care se află mugurașul terminal. Rareori (la Nymphaeaceae), este un singur cotiledon bilobat, provenit din concreșterea celor două. Speciile parazite și semiparazite nu prezintă cotiledoane. Sămânța poate avea endosperm, dar sunt și cazuri când acesta lipsește

### Subclasa MAGNOLIIDAE (POLYCARPIGENAE)
Grupează angiospermele cel mai puțin evoluate, care au derivat din Bennettitales (grup de gimnosperme fosile), la care a apărut floarea bisexuată. Plantele din această unitate taxonomică au unele caractere de primitivitate:
- prezintă traheide alături de trahee
- număr mare și nedefinit al pieselor florale (polimerie), dispuse de regulă spirociclic sau hemiciclic, rar ciclic
- receptacul cilindric, conic alungit sau bombat
- periantul este dublu sau simplu, cu piesele libere
- floare este de regulă actinomorfa, rar zigomorfa
- androceul este polimer, iar gineceul este de obicei pluricarpelar, apocarp (mai rar sincarp)

De la tipul lor de gineceu policarpelar și apocarp, li s-a dat și numele de Polycarpigenae.
Din această subclasă fac parte, în succesiune filogenetică, ordinele:
Magnoliales, Piperales, Aristolochiales, Nymphaeales, Ranunculales, Berberidales și Papaverales. Vor fi abordate următoarele:

#### Ordinul Magnoliales

###### Familia Magnoliaceae
Cuprinde numai specii lemnoase (arbori și arbuști), în xilem având  tracheide areolate. Sunt răspândite spontan în regiunea temperată și tropicală a Asiei de Est și a Americii, iar în zonele temperate ale Terrei se cultivă ca ornamentale sau forestiere. Au frunze mari, simple sau lobate, cu numeroase pungi secretoare de uleiuri eterice, alcaloizi etc.
Flori sunt mari, terminale sau axilare, solitare, bisexuate, învelite de bractee caduce. Perigonul este, de obicei, petaloid, cu piese egale sau inegale, libere, dispuse ciclic. Staminele sunt în număr nedefinit și dispoziția este spiralată, la fel ca și carpelele, care sunt libere (rar unite) și dispuse spiralat pe receptaculul alungit, cilindric. Staminele și carpelele sunt mari, foliiforme, caracter de inferioritate față de angiospermele evoluate. Polenizarea este entomofilă, iar fructele sunt apocarpice (polifolicule sau polisamaroide), bace sau capsule.
Această familie cuprinde cca 200 specii, răspândite în regiuni tropicale și subtropicale, cultivate la noi ca plante ornamentale.
Magnolia liliiflora Desr. (magnolia) - are frunze întregi, iar fructul este o polifoliculă, fiecare foliculă având câte 1-2 semințe prevăzute cu aril mare, roșietic-portocaliu. Florile sunt purpurii la exterior și albe la interior.
Liriodendron tulipifera L. (arborele lalea) - are frunze lobate, în formă de liră, iar fructul este uscat (fără aril), polisamaroid, cu samarele unilateral aripate.

#### Ordinul Ranunculales
Sunt plante cu evidente caractere de inferioritate: dispoziția predominant spirociclică sau hemiciclică și numărul nedefinit de elemente reproducătoare, apocarpia. Se caracterizează prin prezența în corpul plantei a numeroși alcaloizi, glicozizi etc. Lipsește rădăcina principală, care este înlocuită de timpuriu de rădăcini adventive, iar tulpina este de regulă erbacee.

###### Familia Ranunculaceae
Cuprinde cca. 45 genuri, cu peste 1900 specii, răspândite (mai ales în regiunile temperate (la noi cresc 25 genuri, cu peste 100 specii).
Sunt plante erbacee (excepție Clematis vitalba L.= curpenul de pădure, care este liană), cu rizomi sau tuberculi. Frunzele sunt variat divizate, rar întregi, dispuse altern (rar opuse, ca la genul Clematis), stipelate sau nestipelate. Florile sunt bisexuate, solitare sau grupate în raceme (rar cime). Florile pot fi actinomorfe (Ranunculus sp.) sau zigomorfe (Aconitum sp.), cu perigon "sepaloid sau petaloid, fie cu periant diferențiat în caliciu și corolă. Petalele pot avea la bază glande nectarifere. Staminele și carpelele sunt libere și numeroase, dispuse pe un receptacul conic sau alungit. Dispoziția pieselor florale poate fi hemiciclică (cel mai adesea), dar sunt și cazuri de spirociclie sau dispoziție ciclică.
Genul Ranunculus (piciorul cocoșului) cuprinde numeroase specii erbacee, cu flori actinomorfe, hemiciclice, de tipul 5, albe sau galbene. Fructele sunt poliachene rostrate. R. repens L. (piciorul cocoșului târâtor) crește mai ales pe terenuri cu exces de umiditate; R. arvensis L. (cornicei) este buruiană segetală, cu fructe spinoase; R. ficaria L. (grâușor) este specie vernală, silvicolă, cu rădăcini îngroșate ca niște mici tuberculi, și cu muguri mici, ovoizi (bulbili), situați la subsuoara frunzelor, prin care planta se poate înmulți vegetativ.
Speciile  genului  Ranunculus  sunt toxice în stare verde (excepție fiind R. ficaria, ale cărei frunze pot fi utilizate primăvara, ca salată verde). Sunt utilizate în medicina populară pentru tratamente antispastice, în bronșite, tuse convulsivă, iar ca uz extern în reumatism, nevralgii, gută.
Genul Anemone prezintă tepale albe sau galbene, iar stilele carpelelor nu se alungesc la fructificare (ca la genul Pulsatilla). De pe rizom se formează o frunză trisectată, iar la baza florii se află un involucru din trei bractee trisectate. A. nemorosa L. (floarea paștelui) este o specie spontană în păduri de foioase, cu flori albe. A. ranunculoides L. (păștiță) are flori galbene. Plantele conțin o substanță activă (anemonol), cu proprietăți astringente, vezicante și corozive, fiind utilizate în mod empiric contra paraliziei.
Reprezentanții genului Aconitum (omag) au flori zigomorfe, nepintenate, divers colorate (albastre, galbene sau albastre-violacei), dispuse în racem lax. Tepala superioară a perigonului are formă de coif. Cresc prin locuri înierbate, tufișuri, coaste stâncoase, în regiunea montană, din etajul gorunetelor până în subalpin Conține un alcaloid foarte toxic, aconitina, care în prima fază se manifestă prin iritarea terminațiilor nervoase senzitive, urmată apoi de o paralizie motorie. În cazul intoxicațiilor apare amețeala, epuizarea musculară, ritmul cardiac devine neregulat, iar tulburările respiratorii se accentuează până la asfixie. Ex.: A. moldavicum Hacq. (cu flori albastre), A. anthora L., A. tauricum  (cu flori galbene), A variegatum L. etc.
Caltha palustris L. (calcea calului). Specie perenă, cu flori galbene, mari, actinomorfe, frecventă în pajiști înmlăștinate, șanțuri, zăvoaie, din câmpie până în etajul subalpin. Conține principii active cu efect diuretic, laxativ și sedativ.
Genul Consolida (Delphinium), cu florile zigomorfe, pintenate, divers colorate. Consolida regalis  (nemțișor de câmp) este o buruiană frecventă în culturi, pajiști. Floarea conține o singură carpelă. Florile sunt utilizate în medicina populară sub formă de infuzie sau ca extract hidroalcoolic, în gută, astm bronșic, afecțiuni renale etc.
Genul Nigella are frunze penat-divizate, cu segmente liniare. Florile au  involucru, sepalele sunt mari, petaloide, iar petalele sunt reduse la nectarine. Carpelele sunt unite cel puțin pe jumătate din lungimea lor. Fructul este o capsulă. Semințele sunt utilizate în industria laptelui, pentru  condimentarea brânzeturilor. N. arvensis L. (negrușcă) este buruiană segetală și ruderală în regiunea de câmpie și colinară.Genul Thalictrum (rutișor) prezintă flori cu 4 tepale caduce, iar fructele sunt achene aripate. Polenizarea este anemofilă. Th. minus L. are o răspândire largă și prezintă importanță în fitofarmacie, având efect purgativ.
Genul Clematis (curpen) are frunze opuse, iar rostrul achenelor este lanat-păros, alungindu-se mult la fructificare. C. vitalba L. (curpen de pădure) este o  liană lungă până la 15 m, cu frunze simplu compuse și flori albe. Sucul din frunze este vezicant, fiind utilizat ca remediu în reumatism și nevralgii. În popor există credința că ar fi utilă  pentru creșterea părului, dar numai după uscare, când planta își pierde din toxicitate.

###### Familia Berberidaceae
Sunt arbuști (rar plante erbacee), cu frunze simple, alterne și flori mici, galbene, dispuse în raceme sau fascicule de cime. Floarea este
bisexuată, actinomorfă, pe tipul 3 sau 4, cu 6 stamine și cu gineceu monocarpelar, cu toate elementele florale dispuse ciclic.
Berberis vulgaris L. (dracilă), este un arbust spinos (spinii sunt frunze metamorfozate). Fructul este o bacă roșie, ovoidă, lungă de 1 cm și lata de 6 mm. În scoarță conține alcaloizi (heleborina), cu acțiune în bolile hepato-biliare, fiind vasodilatatori și bronhoconstrictori. Extractele din această plantă au proprietăți antibiotice asupra unor germeni patogeni. Specia este gazda intermediară pentru ciuperca Puccinia gramims Pers. (rugina grâului).

#### OrdinulAristolochiales

##### FamiliaAristolochiaceae
Sunt plante erbacee sau lemnoase din regiuni tropicale și temperate, cu frunze simple, alterne și cu flori bisexuate, zigomorfe sau actinimorfe, cu perigon petaloid, cu trei piese. Fructul este o capsulă, cu semințe triunghiulare mici. Sunt plante toxice, ce conțin uleiuri eterice, acizi organici, alcaloizi etc., unele fiind utilizate în fitoterapie pentru proprietățile lor emenogoge, antireumatismale etc.
Aristolochia clematitis L. (cucurbețică, mărul lupului). Crește frecvent prin locuri cultivate sau ruderale. în pământ are un rizom galben-brun, cilindric, iar tulpina ierboasă, erectă, înaltă de 20-50 (100) cm, este îndoită în zigzag în partea superioară. Frunzele sunt mari, profund cordate iar florile sunt galbene, situate câte 2-8 la subțioara frunzelor. Este o plantă toxică, provocând inflamația rinichilor, a intestinului, dar rizomul și tulpina frunzoasă are utilizări medicinale (pentru scăderea presiunii sângelui).
Asarum europaeum L. (pochivnic). Frecvent în pădurile de foioase din zona de câmpie și colinară, cu o tulpină foarte scurtă, ascendentă, la vârf cu 2 (4) frunze aproape opuse, lung pețiolate, rotund reniforme. Florile sunt situate terminal, solitare, cu miros de piper. Este plantă toxică, cu acțiune iritantă asupra mucoaselor.

#### OrdinulNymphaeales
Cuprinde plante acvatice, la care tulpina are structură atactostelică (cu fascicule închise, ca la monocotilidonate). Florile sunt actinomorfe, hemiciclice, cu numeroase stamine și carpele. Embrionul are două cotiledoane concrescute (prin aceasta se aseamănă cu ordinul Alismatales, din clasa Liliatae).

##### FamiliaNymphaeaceae
Au flori solitare, cu peduncul lung și bogat în aerenchim. Piesele florale sunt în număr nedefinit și fructul este o pseudocapsulă. .
Nymphaea alba L. (nufăr alb) este o plantă acvatică, cu frunze mari, natante, cu flori mari, sepale verzi, petale numeroase, albe, stamine în număr nedefinit și carpele concrescute într-un ovar seminifer. Florile au proprietăți sedative și afrodisiace, fiind recomandate ca remediu în insomnii, stări de excitație, sau pentru tratamentul intoxicațiilor pielii sensibile. Rizomii au proprietăți astringente, fiind  utilizați  în diaree rebelă, în dizenterie. Crește prin ape stagnante sau lin curgătoare.
Alte specii din flora românească sunt: N. candida C. Presl., N. lotus L. var. thermalis. (drețe), Nuphar luteum (L.) Sm. (nufăr galben).

##### FamiliaCeratophyllaceae
Plante acvatice submerse, nefixate de substrat (lipsite de rădăcini). Au frunze verticilate, penat-sectate, cu segmente înguste. Florile sunt unisexuate, dispuse monoic, iar înflorirea și polenizarea are loc în apă. Fructul este o achenă foarte puțin albuminată.
Ceratophyllum demersum L. (cosorul bălților) și C. submersum L. sunt specii frecvente în ape stagnante sau slab mobile.

#### OrdinulPapaverales
Sunt plante erbacee sau lemnoase, adesea laticifere, cu frunze alterne nestipelate, cu flori actinomorfe sau zigomorfe, tetramere, cu gineceu super și fructul o capsulă.

##### FamiliaPapaveraceae
Sunt erbacee anuale sau perene, cu frunze alterne, simple sau compuse. Florile au periant dublu: caliciul cu 2(4) sepale ce cad de timpuriu, iar corola din 4 petale (rar mai multe) libere. Androceul și gineceul sunt alcătuite din numeroase stamine și respectiv carpele (se apropie prin acest caracter de Ranunculaceae, dar se deosebesc de acestea prin sincarpie). Polenizarea este entomofilă, iar fructul este o capsulă cu numeroase semințe.
Genul Papaver (macul) are flori solitare, ovarul fiind format din 4-6 carpele concrescute, iar stigmatul este disciform, persistent pe fruct, care este o capsulă poricidă, uniloculară, cu semințe mici.
Papaver somniferum L. este o specie erbacee cultivată, anuală, glabră, cu frunze penat-lobate (cele superioare amplexicaule). Flori mari, solitare, alb-rozee sau violacee. Capsula imatură conține cca 25 alcaloizi. Latexul este la început alb, apoi devine brun. Latexul obținut prin incizii în capsulele verzi dă produsul cunoscut sub numele de „opiu”, ce conține alcaloizi diverși: morfina, codeina, papaverina, narcotina etc. Acești alcaloizi acționează asupra cortexului (în special asupra centrilor durerii). În doze mici are acțiune excitantă, euforică, apoi deprimantă, în timp ce la doze mari are acțiune hipnotică.
Semințele nu conțin alcaloizi, fiind utilizate în patiserie.
P. rhoeas L. (macul roșu) este o buruiană segetală și ruderală frecventă.
Chelidonium majus L. (rostopască) este o specie perenă, comună prin locuri umbroase. Au frunze imparipenat-sectate și flori galbene. Fructul este o capsulă silicviformă, lungă de 3–5 cm, care se deschide prin două valve. Toate organele vegetative conțin un latex portocaliu, iritant și caustic, utilizat pentru combaterea negilor. Alcaloidul chelidonina din latex are acțiune sedativă și narcotică asupra sistemului nervos. Relaxează musculatura netedă a vaselor mari (a coronarelor). Stimulează respirația și coboară presiunea arterială. Extractele totale din această plantă au efecte antibiotice asupra unor agenți patogeni. În medicina populară, rostopasca se utilizează în afecțiuni hepato-biliare.

##### FamiliaFumariaceae
Plante erbacee, fără laticifere, cu flori zigomorfe, dispuse în racem. Stamine 4-6, carpele 2, unite; fructul este o capsulă polispermă.
Fumaria officinalis L. (fumariță) este o plantă anuală de talie mică (10–30 cm), cu frunze penat-divizate și flori mici, violacee, grupate în racem. Petala superioară se termină cu un pinten. Are utilizări terapeutice, ca hipotensivă și stimulatoare a funcției biliare.
Corydalis cava (L.) (brebenel) este o specie perenă, cu bulbotuberculi subterani, fără suc lăptos. Are flori pintenate, care apar primăvara de timpuriu. Fructul este o capsulă de  2-2,5 cm  lungime,  multispermă.  Din bulbotuberculi se extrage bulbocapmina, cu acțiune anestezică. Se întâlnește prin păduri luminoase, din regiunea de câmpie până în cea montană.

### SubclasaHamamelidae(Amentiferae)
Cuprinde mai ales plante lemnoase, cu flori unisexuate, grupate în amenți. Prin prezența (uneori) în xilemul lor a traheidelor, precum și prin decalajul dintre polenizare și fecundare, se apropie de gimnosperme, însă prin organizarea florală simplificată, cu învelișuri florale reduse (număr  mic de piese florale), sunt considerate ca derivând din Magnollidae. Majoritatea au flori unisexuate, dispuse monoic sau dioic; florile mascule sunt așezate în amenți, iar cele femele alcătuiesc inflorescențe diverse. Deoarece au unele caractere de primitivitate, au fost considerate uneori ca fiind cele mai inferioare dintre dicotiledonate. Aceste caractere sunt, totuși, de origine secundară, ca rezultat al adaptării ulterioare la condițiile de mediu.
Din această subclasă fac parte ordinele: Trochodendrales, Hamamelidales, Urticales (Morales), Cassuarinales, Fagales, Myricales, Juglandales.

#### OrdinulUrticales
Cuprinde plante lemnoase sau erbacee, cu flori (de obicei unisexuate) grupate în inflorescențe cimoase, amentiforme. În scoarță au canale laticifere și fibre elastice. Fructele sunt achene, samare sau drupe.

###### FamiliaUlmaceae
Arbori cu frunze simple, cu baza evident asimetrică. Florile sunt bisexuate, grupate în cime glomerulare. Fructele sunt samare sau achene.
Genul Ulmus are florile dispuse pe lăstarii din anii precedenți și apar înainte de înfrunzire (februarie-martie). Polenizarea este entomofilă, iar fructul o monosamară. U. laevis Pall (velnișul) are samare emarginate, lung pedunculate și ciliate pe margini. U. glabra Huds. (ulmul de munte) are samara subsesilă și îngustată la ambele capete.
La speciile genului Celtis florile apar pe lăstarii din anul în curs, odată cu frunzele, iar fructul este o drupă. C. glabrata Stev. (sâmbovină) crește pe coaste scheletice, în Dobrogea; C. australis L., pe stâncării, în partea sud-vestică a țârii și în jud. Constanța.

##### FamiliaMoraceae
Sunt plante lemnoase (arbori, arbuști, liane), rar erbacee, adesea cu un latex bogat în cauciuc. Au frunze alterne, simple, întregi, stipelate, iar florile unisexuate, grupate în inflorescențe cimoase sau amentiforme, sunt dispuse monoic sau dioic. Fructul este simplu (achenă sau drupă) sau compus, format prin dezvoltarea receptaculului, a perigonului și a axului inflorescenței.
Genul Morus (dudul) este reprezentat prin arbori cu florile mascule și femele grupate în amenți scurți, iar fructul este o drupă falsă, cu înveliș cărnos provenit prin îngroșarea perigonului, întreaga inflorescență alcătuind un fruct multiplu, numit soroză (dudă, agudă). Frunzele de M. alba L. și M. nigra L. reprezintă furajul de bază pentru hrănirea viermilor de mătase.
Genul Ficus cuprinde specii cu latex abundent, care cresc în diverse regiuni calde ale globului. Ficus elastica Roxb. este utilizat pentru extragere de cauciuc, iar F. carica L. (smochinul) este un arbust ce poate fi cultivat și în zonele sudice ale României. Fructul său, în formă de pară, se numește siconă (smochină), fiind tot un fruct multiplu și fals.

##### FamiliaUrticaceae
Cuprinde plante erbacee cu flori unisexuate, dispuse monoic sau dioic. Frunzele și tulpina pot avea peri urticanți. Fructele sunt achene, înconjurate sau nu de perigonul persistent.
Urtica dioica L. (urzica mare) este perenă, ruderală din zona de câmpie până în etajul subalpin, mai ales prin locuri târlite. Frunzele sunt bogate în fier. Se utilizează în boli de reumatism sau de piele, în anemii și hemoragii, iar tinctura de rădăcină (Urtica radix) se folosește în soluții de amestec contra căderii părului. Ceaiul din frunze de urzică este recomandat în bronșite. Este o valoroasă plantă alimentară, fiind utilizată în cure de primăvară, depurativ.
Alte specii din flora ruderală a României sunt: U. urens L. (urzica mică), cu flori monoice; Parietaria offlcinalis L. (parachemiță), sporadică prin locuri ruderale, bogate în humus.

##### FamiliaCannabaceae
Sunt plante erbacee, cu frunze stipelate, simple sau compuse, altene. Organele vegetative au glande secretoare. Florile sunt unisexuate, dispuse dioic, iar fructul este o achenă (nuculă).
Cannabis sativa L. (cânepa) este o plantă cultivată pentru fibrele liberiene textile și pentru fructele sale oleaginoase, comestibile. C. sativa var. indica Lam. Conține cannabină, cu proprietăți hipnotice, sedative și excitante, din această plantă obținându-se hașișul, un stupefiant periculos.
Humulus lupulus L. (hamei) este o liană cu lăstari lungi de 1–5 m, pe care se găsesc peri în formă de cârlige. Frunzele sunt opuse, digitat lobate. Este o plantă dioică cu florile mascule în cime racemiforme, iar cele femele în amenți axilari,  în formă de con. La baza bracteelor se află peri glandulari, producători de lupulină și humulină, care fac ca planta să fie folosită în industria berii (ca aromatizant).  Pentru  gustul  amar, „conurile” sunt utilizate ca tonic, având și proprietăți sedative și afrodisiace.

#### OrdinulFagales
Sunt plante exclusiv lemnoase (arbori și arbuști), cu frunze alterne, simple, întregi sau lobate, stipelate. Au flori unisexuate,  mici,  numeroase, așezate pe un ax comun, alcătuind inflorescențe amentiforme. Polenizarea este anemofilă,  iar fecundația este mult mai târzie. Cuprinde trei familii: Fagaceae, Betulaceae, Corylaceae.

##### FamiliaFagaceae
Încadrează  8 genuri, cu cca. 930 specii, răspândite în ambele emisfere (cu excepția Americii de Sud tropicale și a Africii tropicale și de Sud). Sunt arbori monoici, cu frunze simple, alterne. Florile sunt unisexuate, anemofile (rar entomofile), cele mascule grupate în dichazii triflore ce alcătuiesc amenți penduli (sau erecți), iar cele femele sunt solitare sau grupate câte 2-8, înconjurate de hipsofile mici, scvamiforme. Ovulele sunt bitegumentate. Fructul este o achenă, înconjurată parțial sau total de o cupă provenită din receptacul, perigon și bracteele de la baza florii.
Genul Fagus (fagul) cuprinde specii răspândite în regiunea temperată. Frunza este întreagă, ovată sau eliptică. Florile femele sunt grupate câte 2 și la bază au hipsofile care prin concreștere închid complet 2 achene trimuchiate (numite popular jir). F. sylvatica L. este o specie comună din regiunea de câmpie până în etajul montan inferior, formând păduri pure sau în amestec cu alte specii foioase sau de conifere. F. orientalis Lipsky (fag de Crimeea) este sporadic prin pădurile din Carpații și Subcarpații Orientali. În medicina populară, scoarța de fag se folosește ca vermifug și ca tonic-amar, precum și ca antidiareic.
Genul Quercus (stejarul) cuprinde cca. 450 specii, cu o largă răspândire. Amenții masculi sunt lacși și penduli. Fiecare floare femelă este înconjurată de un  involucru care se transformă în cupă, acoperind parțial o achenă elipsoidală (numită popular ghindă). În România sunt 9 specii, mai frecvente fiind : Q. robur L. (stejar pedunculat), cu frunze aproape sesile și cu ghinde pedunculate; Q. petraea (Matt.) Liebl. (gorun), cu frunza scurt pețiolată (1,5–3 cm.) și cu ghinde sesile sau foarte scurt pețiolate; Q. pubescens Willd. (stejar pufos), cu lujerii anuali pubescenți, cu frunze pețiolate și cu solzii cupei ovați până la lanceolați, strâns sau lax imbricați; Q. pedunculiflora C. Koch (stejar brumăriu), cu ghinde lung pedunculate. Frunze sesile sau scurt pețiolate și pe dos cenușii sau cenușii-verzi. în România mai cresc : Q. dalechampii Ten. (gorun balcanic), Q. polycarpa Schur (gorun ardelenesc), Q. cerris L.(cerul). Dintre speciile exotice menționăm: Q. suber (stejar de plută), Q. ilex (stejar de stâncă).
Scoarța de stejar are proprietăți astringerite, hemostatice și antiseptice. Decoctul se poate utiliza extern ca pansament pentru răni supurante și pentru ameliorarea stomatitelor.
Castanea sativa Mill. (castanul comestibil) are amenți masculi erecți, iar florile femele sunt grupate câte trei și înconjurate de un involucru ce formează o cupă spinoasă (învelește complet achenele). Extractul apos din frunze are acțiune sedativă asupra centrilor respiratori și în special asupra centrului tusei. Frunzele au și proprietăți  bacteriostatice. Fructele (castanele) prăjite sunt comestibile și sunt consumate în regiunile sudice ale Europei.
Este o specie submediteraneană, care crește spontan în România doar în câteva regiuni subcarpatice (Tismana, Baia Mare, Mehedinți).
Dintre genurile exotice pot fi amintite: Nothophagus (în emisfera sudică), Lithocarpus (în Asia de S-E), Castanopsis (în Asia tropicală și subtropicală) etc.

##### FamiliaBetulaceae
Cuprinde cca 95 specii, răspândite mai ales în regiunea temperată nordică. Sunt arbori sau arbuști cu micorize ectotrofe. Au frunze simple, alterne, iar florile sunt grupate în dichazii triflore ce alcătuiesc o cimă protejată de o bractee și 2-4 bracteole. Mai multe cime pe un ax comun  formează o inflorescență amentiformă. Fructul este o achenă aripată, cu o braetee la bază.
Genul Betula (mesteacănul) are frunze romboidale, iar achena este însoțită de o bractee trilobată. B. pendula Roth este un arbore de cca 20 m, cu niște verucozități pe lăstari. Este o specie pionieră, ce apare mai ales pe versanți însoriți, în regiunea de deal și de munte. Frunzele tinere și mugurii conțin polifenoli, cu proprietăți diuretice. Favorizează eliminarea acidului uric și a colesterolului. Scoarța este utilizată 
în stări febrile, gută, ca diuretic și ca stimulent al poftei de mâncare.
B. nana L. (mesteacănul pitic) crește în țurbării oligotrofe (sfagnete), în jud. Suceava și Harghita.
Genul Alnus (arinul) are fructe cu bractee cinci lobată și care nu cade odată cu fructele mature. A. glutinosa (L.) Gaertn. (arinul negru) are frunze emarginate și lăstarii tineri viscid-lipicioși. Crește în luncile râurilor din regiunile de câmpie și deal. A. incana. (arinul alb) are frunze acuminate, se întâlnește în lungul pâraielor din zona colinară și montană (din etajul fagului până în cel al molidului).
Scoarța de arin se utilizează empiric ca febrifug și tonic  iar frunzele se folosesc sub formă de cataplasme, ca galactofug la sfârșitul lăuziei.

##### Familia Corylaceae
Arbori sau arbuști cu flori unisexuate, dispuse monoic. Florile anemofile sunt grupate în amenți: cele mascule nu au perigon și sunt dispuse câte una în axila unei bractee, iar cele femele sunt grupate în amenți compuși, fiecare floare având și un perigon mic, neregulat lobat. Ovarul este inferior, iar fructul este o achenă (nuculă), fiind însoțită de un involucru provenit din concreșterea bracteelor cu bracteolole,
Corylus avellana L. (alun) este un arbust frecvent în pădurile de foioase, prin zăvoaie, pe soluri revene. Are frunze mari, cu baza cordată și marginea neregulat dublu-serată. Înflorește înainte de înfrunzire. Fructele sunt grupate (1-4), fiecare având la bază un involucru fructifer sub formă de cupă. Semințele sunt comestibile, iar frunzele au utilizări medicinale, ca hemostatice, antihemoragice (cresc rezistența capilarelor) și dezinfectante. Scoarța are utilizări în febra intermitentă, iar fructele se recomandă ca antianemice.
Carpinus betulus L. (carpen) este un arbore de cca 20–25 m înălțime, comun în pădurile din zona silvostepei până în etajul fagului (uneori este specie dominantă, dar rar formează arborete pure). Înflorește concomitent cu înfrunzirea. Pe un ax lung, pendul, se află achene numeroase, care au la bază o bractee trilobată (spre deosebire de C. orientalis Mill. - cărpiniță, la care bracteea este întreagă). Lemnul de carpen este considerat printre cele mai valoroase esența ca lemn de foc.

#### Ordinul Juglandales
Au flori unisexuate, dispuse monoic. Frunzele sunt compuse și conțin substanțe aromatice.

##### Familia Juglandaceae
Florile mascule sunt grupate în inflorescențe amentiforme, pendule, au un perigon sepaloid și 3-40 stamine. Florile femele sunt solitare sau dispuse câte 2-5, situate terminal pe lujeri din anul respectiv și au 2-4 tepale verzi, ovar infer cu două stigmate papiloase, groase. Polenizarea este anemofilă. Fructul este o drupă parțial dehiscentă (la Juglans) sau o achenă aripată (la Pterocarya, Carya).
În România, Juglans regia L. crește subspontan sau cultivat. Este un arbore apreciat pentru semințele sale comestibile și pentru lemnul cu duramen negru, foarte căutat în industria mobilei. Frunzele imparipenat-compuse (cu 5-7 foliole întregi), precum și coaja fructelor (Juglandis pericarpium) conțin taninuri, acid galic, vitamina C și au proprietăți astringente și antiseptice, fiind folosite în ceaiuri antidiareice și dietetice. Uleiul din semințe, format din acizi grași, este recomandat în alimentația dietetică, pentru prevenirea aterosclerozei.

### Subclasa ROSIDAE
Sunt plante lemnoase sau erbacee, cu flori bisexuate, dialipetale, cu androceu și gineceu polimer. Cuprinde ordinele: Saxifragales, Sarraceniales, Rosales, Fabales, Myrtales, Elaeagnales, Rutales, Sapindales,   Geraniales,   Celastrales,   Rhamnales,   Euphorbiales, Santalales, Cornales, Araliales, Rafflesiales.

#### Ordinul Saxifragales
Cuprinde speciile lemnoase sau erbacee, cu flori pentamere, de obicei bisexuate, entomogame. Fructele sunt capsule, folicule sau bace.

##### Familia Saxifragaceae
Plante lemnoase sau erbacee, cu frunze alterne, simple sau compuse, iar florile dispuse în cime, sunt pe tipul 5, heterochlamidee, cu gineceu din două carpele concrescute numai în partea inferioară. Fructul este o capsulă sau o polifoliculă.
Saxifraga paniculata Mill. (ochii șoricelului) este o specie perenă, care trăiește pe stânci calcaroase din etajul montan superior și alpin.
Are frunze spatulate, rozulare, pe margini cu depuneri de CaCO3 (exsudat prin hidatode). Florile sunt albe, grupate în raceme, iar fructul o capsulă.
Multe specii din familiile Saxifragaceae și Crassulaceae sunt considerate ca plante ornamentale decorative deosebit de valoroase.

##### Familia Crassulaceae
Sunt plante erbacee sau frutescente, cu frunze groase, cărnoase, în care se acumulează apă. Trăiesc mai ales pe stânci, în locuri uscate și se înmulțesc frecvent pe cale vegetativă (prin rizomi sau muguri aerieni). Florile sunt bisexuate (sau unisexuate), actinomorfe, grupate în cime, cu piese florale în număr variabil, libere; fructul este o polifoliculă cu semințe mici.
Speciile genului Sempervivum au numai o rozetă de frunze bazale. S. tectorum L. (urechelniță) este o specie cultivată ca ornamentală sau este întâlnită ca subspontană pe ziduri, acoperișuri etc. Se recomandă ca diuretic, febrifug și vermifug, iar cu uz extern ca remediu împotriva pistruilor și a "coșurilor", sau pentru calmarea durerilor de urechi.
În cazul speciilor din genul Sedum, acestea nu au rozetă bazală, iar florile sunt bisexuate. S. maximum (L.), crește pe coaste pietroase, stâncării, în rariști de pădure, nisipuri, din silvostepă până în etajul molidului. S. acre L. (iarbă de șoaldină), specie perenă, sporadică de la câmpie până în etajul fagului, crește pe stânci, ziduri, nisipuri. Folosită în medicina populară ca emetic, febrifug, antiepileptic și în scorbut (aplicații locale pe gingii).

#### Ordinul Sarraceniales
Aici sunt încadrate unele familii de plante cu nutriție mixtă (fotosintetică și în același timp heterotrofă, carnivoră). Descompun corpul unor insecte mici și astfel asimilează azotul, iar pentru acest fapt și-au transformat frunzele în capcane pentru prinderea și digerarea animalelor mici.

##### Familia Droseraceae
Specii acvatice și terestre, autohtone și exotice, care cresc prin mlaștini oligotrofe.
Aldrovanda vesiculosa L. (otrățelul bălților) este o plantă acvatică, natant-submersă, fără rădăcini și cu flori axilare, solitare. Se întâlnește prin ape stagnante, puțin adânci, cu fund mâlos. Unii lobi ai frunzelor se transformă în capcane, adaptate la prinderea unor mici animale acvatice.
Drosera rotundifolia L. (roua cerului) este o specie sporadică prin sfagnete, în regiuni montane și    depresiuni intracarpatice, cu frunze în rozetă bazală, care prezintă tentacule glandulifere (secretă lichid proteolitic).
Genuri exotice: Dionea sp., Drosophyllum sp.

#### Ordinul Rosales
Cuprinde plante cu flori bisexuate, actinomorfe, fiind grupate în panicule, raceme, umbele sau cime. cu polenizare entomofilă, rar anemofilă. Floarea este ciclică, pentameră, dialisepală și dialipetală. Numărul mare de stamine și carpele (dar multiplu la 5) relevă o descendență filogenetică din Policarpigenae. Fructele sunt folicule, nucule, bace, drupe sau fructe multiple (la formarea lor participă adeseori și receptacolul).

##### Familia Rosaceae
Este reprezentată de cca. 3000 specii de arbori, arbuști, subarbuști sau plante erbacee, de obicei perene, cu frunze alterne, simple  sau compuse, stipelate (stipelele sunt concrescute cu pețiolul).
Florile sunt bisexuate, actinomorfe. Receptaculul poate avea forme diferite: disciform, conic, plan, ca o cupă (caz în care se numește hipantiu, de la gr. "hypo" = sub; "anthos" = floare). Caliciul este format din 5 sepale libere, dar la unele genuri (Fragaria, Potentilla, Geum) există la exterior 5 hipsofile care alcătuiesc epicaliciul (caliculul). Corola este alcătuită din 5 petale libere, însă, uneori, numărul acestora crește prin metamorfozarea staminelor. Androceul prezintă unul sau mai multe verticile de stamine, de tipul 5 sau în număr  nedeterminat. Gineceul poate fi policarpelar apocarp (în raport cu numărul petalelor sau multiplul lor), uneori putând fi redus la o singură carpelă; totodată este 1-5 locular, cu 1 sau numeroase ovule anatrope. Poziția gineceului în floare este diversă: de la hipogină  - (superioară), la perigină și epigină (inferioară), când se afundă în receptacul, cu care concrește sau nu. Fructul poate fi poliachenă, polifoliculă, drupă, polidrupă sau baciform (poamă).
Datorită variabilității receptaculului, gineceului și fructului, se pot delimita 4 subfamilii.
- Subfamilia Spiraeoideae. Florile sunt actinomorfe și au receptaculul plan, iar gineceul este alcătuit din 2-5 carpele libere sau concrescute la bază. Fructul este o foliculă, formată din 1-5 carpele. Frunzele sunt simple sau compuse, dispuse altern.
Formula florală este: *K5 C5 A10+10+10 G5-2
Genul Spiraea (cununiță) cuprinde specii spontane sau cultivate. Frunzele sunt nestipelate, iar carpelele sunt libere. Fructele nu sunt umflate și se deschid numai de-a lungul suturii ventrale. S. Ulmifolia,  crește în regiunile montane, iar S. x vanhouttei, cu flori albe, grupate în corimbe simple, este mult cultivată în scop ornamentală
- Subfamilia Rosoideae. Sunt plante lemnoase sau erbacee, anuale sau perene, cu frunze simple sau compuse, care au stipele persistente. Florile au un receptacul plan, conic sau concav și sunt hipogine sau epigine, de tipul 5 (rar 4). Unele genuri prezintă calicul. Staminele și carpelele sunt în număr nedefinit, adesea fiind incluse în hipantiu. Fructul este multiplu, poliachenă sau polidrupă, la formarea lor participând adeseori și receptacolul.
Genul Rosa este reprezentat de numeroase specii de arbuști spontani sau cultivați, cu frunze imparipenat-compuse și cu spini pe tulpină. Hipantiul la maturitate se îngroașă, devenind roșu și cărnos (conține vitamina C, acizi organici, pectine, antociani, caroten etc.) și include mai multe achene. R. canina L. (măceșul) este un arbust până la 3 m, cu flori roze și ramuri spinoase. Fructul (măceașa) este comestibil și cu valoare medicinală. Datorită conținutului ridicat în acid ascorbic și dehidroascorbic (care formeazâ un "sistem redox"), produsele alimentare și farmaceutice au rol major în oxido-reducerile biologice și în respirația celulară. Conțin diverse vitamine, mai ales C și P, precum și numeroase  săruri necesare organismului uman.
Se recomandă în avitaminoza C, în afecțiuni hepatice și renale. Din pulpa măceșelor se prepară siropuri, gemuri, dulceață și vin.Este o specie comună prin tufișuri, la margini de păduri.
Genul Rubus are un număr mare de specii (cca. 250) de arbuști și subarbuști, cu frunze penat- sau palmat-compuse. Receptaculul este plan sau convex, iar fructele sunt polidrupe comestibile. R. caesius L. (murul de miriște) este comun prin zăvoaie, dar și ca buruiană prin culturi, iar R. idaeus L. (zmeurul) se întâlnește mai ales prin tăieturile de pădure din zona montană. Frunzele de zmeur sunt utilizate empiric ca depurativ și astringent, iar extern pentru gargară, în afecțiuni faringiene. Intră și în compoziția ceaiului aromat.
Genul Potentilla, cu cca. 500 specii răspândite mai ales în regiunea temperată de nord, dintre care la noi sunt peste 300 specii spontane, în toate zonele și etajele de vegetație. P. reptans L. (cinci degete) este frecventă în locuri inundabile și are frunze palmat-compuse, cu 5 foliole. P. anserina L. (coada racului) este comună prin locuri ruderale și pe aluviuni, iar frunzele sunt penat compuse. Părțile aeriene ale plantei au acțiune astringentă, scăzând secrețiile mucoaselor și permeabilitatea capilarelor. Are și efecte spasmolitice asupra musculaturii netede a intestinelor și a uterului. Intră în compoziția ceaiului antidiareic.
Genul Fragaria cuprinde plante erbacee, perene, stolonifere, cu frunze trifoliate. Florile au calicul, iar după fructificare receptaculul devine cărnos, comestibil, în el fiind împlântate numeroase achene mici. F. vesca L. (fragi de pădure) este foarte răspândită în pajiști, păduri, tufișuri, locuri pietroase, din zona colinară până în subalpin
F. viridis Duchs. (fragi sau căpșuni de câmp), F. moschata Duchs., se întâlnesc și spontan, dar sunt cultivate pentru fructele lor. Frunzele speciilor din genul Fragaria conțin taninuri, având proprietăți astringente și antidiareice. În medicina empirică sunt utilizate în icter, ca diuretice și depurative, ca antispastice etc. Din fructe se prepară gem și dulceață
- Subfamilia Maloideae (Pomoideae). Include arbori cu frunze simple, alterne, cu stipele caduce. Florile sunt actinomorfe și au un receptacul concav, gineceul fiind format din 5(2) carpele libere, care la maturitate concresc cu receptaculul și formează fructul fals, baciform numit poamă.
Genul Malus cuprinde numeroase specii răspândite în emisfera nordică. Au flori mari, grupate în corimbe, cu antere galbene. Androceul este format din 15-50 stamine, iar gineceul din 5 carpele libere, însă stilele sunt unite la bază. Fructul are atât cavitate caliceară, cât și pediculară și nu conține sclereide. M. sylvestris (L.) Mill. (măr pădureț) este întâlnit sporadic prin păduri de foioase, de la câmpie până în etajul montan . Fructele de măr sunt recomandate în numeroase afecțiuni, deoarece ușurează digestia, reglează funcțiile intestinale și au proprietăți diuretice, cu efecte favorabile în artrite, gută, reumatism. Scad presiunea sanguină și diminuează colesterolul (previn ateroscleroza și infarctul miocardic). Acționează ca pectorale și sedative asupra sistemului nervos (ușurează somnul când sunt consumate seara).
Crataegus monogyna Jacq. (păducel) este un arbust cu ramuri spinoase, cu frunze rombic ovate, adânc lobate (până la jumătatea limbului). Florile, de tipul 5, cu petale rotunde, sunt grupate în corimbe rotunde, albe. Fructele sunt ovoide, roșii, cărnoase, de 0,7–1 cm (sunt fructe false deoarece partea cărnoasă provine din receptacul). Atât fructele, cât și frunzele și florile, au multiple utilități terapeutice. Acționează asupra sistemului nervos central, având efecte simpaticolitice, vasodilatatoare și hipotensive. Au rezultate benefice și în anghina pectorală.
Tot din această subfamilie fac parte genurile: Pyrus (păr), cu staminele   roșii; Cydonia (gutui), la care fructul conține sclereide; Crataegus (păducel); Sorbus (scoruș); Chaenomeles (gutui japonez); Mespilus (moșmon) etc.
- Subfamilia Prunoideae. Sunt arbori sau arbuști cu frunze simple și flori solitare sau grupate în inflorescențe. Receptaculul florii este concav, tubulos sau infundibuliform, nu participă la formarea fructului. Androceul este format din 20-30 stamine, iar gineceul este redus la o singură carpelă. Fructul este o drupă care prezintă: exocarpul subțire, pielos; mezocarpul cărnos și zemos; endocarp pietros, sclerificat, închizând în interior o sămânță.
Genul Prunus este reprezentat prin numeroase specii spontane și cultivate, cu frunze simple și flori pedicelate, grupate câte 1-6. P. spinosa L. (porumbar) este un arbust spontan, alcătuind tufișuri compacte la marginea pădurilor, pe coaste însorite. Fructele sale sunt utilizate în medicina empirică. Conțin glicozizi, flavonoizi, antociani, acizi organici, polifenoli, zaharuri etc. Florile sunt utilizate pentru acțiunea lor diuretic-depurativă, precum și în hipertensiunea arterială, iar fructele au efect antidiareic, fiind recomandate și în afecțiuni renale și dischinezii biliare.
Denumirea sa populară este corelată cu fenofaza de înflorire, legată de creșterea temperaturii solului, care permite semănatul porumbului.
Genul Cerasus are flori mai mari și mai lung pedunculate, grupate în umbele sau corimbe simple. C. avium  (cireș sălbatic) are fructele drupe sferice, dulci-amărui. C. vulgaris Mill. (vișin) are fructe astringente. În medicina populară se folosește și scoarța, ca febrifug și antigutos.
Din această subfamilie mai fac parte genurile: Armeniaca (cais), Amygdalus (migdal), Padus (mălin).

#### Ordinul Fabales (Leguminosales)
Este format din plante lemnoase sau erbacee, cu rădăcini ce fac simbioză cu bacterii fixatoare de azot atmosferic. Florile sunt de obicei zigomorfe, pentamere, cu androceu gamostemon sau dialistemon și cu gineceu monocarpelar, din care se formează fructul, numit păstaie (legumă), de diverse forme și mărimi. Există și specii cu staminele și carpelele numeroase și libere, cu flori actinomorfe, care se încadrează într-o familie mai puțin evoluată (Mimosaceae).

##### Familia Fabaceae (Papilionaceae, Leguminosae)
Cuprinde cca 1000 specii erbacee sau lemnoase (arbori, arbuști sau subarbuști), foarte răspândite în regiunile temperate, subtropicale sau tropicale, atât în stare spontană, cat și cultivate. Rădăcinile prezintă nodozități cu bacterii simbionte, fixatoare de azot (din genul Rhizobium). Frunzele sunt de obicei penat sau palmat-compuse (rar simple), prevăzute cu stipele persistente, care uneori se transformă în spini (Robinia).
Florile sunt bisexuate și de regulă sunt grupate în inflorescențe racemoase. Floarea are simetrie zigomorfă și prezintă o conformație specială: caliciul din 5 sepale unite (rar libere); corola din 5 petale inegale (una superioară, mare- vexil sau stindard; 2 laterale, egale- aripioare; 2 inferioare, concrescute, ce formează carena sau luntrița); androceul din 10 stamine (cu filamente libere sau unite în unul sau două mănunchiuri);
gineceu unicarpelar, unilocular, cu una sau numeroase ovule.  Polenizarea este, în general, entomofilă (rareori sunt cazuri de autogamie).
Fructul este o păstaie (legumă) dehiscentă sau indehiscentă, cu semințe, variate ca formă și mărime.
Conțin în structura lor biochimică numeroși alcaloizi: taninuri, saponine etc., motiv pentru care unele sunt toxice.
Luând în considerare tipul de androceu, se poate face o grupare a genurilor din această familie în următoarele subfamilii:
- Subfamilia Sophoroideae, cu androceu dialistemon (cele 10 stamine sunt libere).
Genul Sophora cuprinde numeroase specii lemnoase sau erbacee, cultivate pentru valoarea lor ornamentală sau meliferă. Au frunze imparipenat-compuse, florile sunt alb-gălbui, iar pe tulpini și pe ramuri nu au spini. S. japonica L. (salcâm japonez) este un arbore înalt până la 25 m. Această specie conține în florile sale rutină, care are proprietatea de a mări rezistența vaselor capilare și intervine în procesele "redox" din organism. Se recomandă în edeme cardiace, în insuficiență hepatică (reglează metabolismul glucidic), în oftalmologie (în retinopatia diabetică). Tot din această grupă face parte și Myraxylon balsamum (arborele de balsam), originar din Peru.
- Subfamilia Genistoideae, cu androceu monodelf (cele 10 stamine sunt unite într-un singur mănunchi). Au flori galbene, grupate în raceme, iar păstăile sunt lineare. Părțile aeriene ale plantei conțin principii amare, cu efect depurativ și cu utilizări în medicina populară în tratamentul reumatismului, a unor afecțiuni hepatice și ale splinei. Semințele au efecte vomitive și purgative puternice.
Genul Genista cuprinde 75 specii arborescente, cu frunze simple. La noi mai frecventă este Genista tinctoria L. (drobiță).
Genul Lupinus grupează plante cu frunze palmat-compuse și flori divers colorate, alcătuind raceme lungi. În România, se cultivă ca plante ornamentale, pentru furaj sau ca îngrășământ verde. Lupinus albus L. are frunze cu 5-11 foliole, dispuse în evantai și flori albe. Se utilizează empiric ca antihelmintic, diuretic și în afecțiuni cutanate (abcese, furunculoze).
Tot în această grupă sunt incluse și speciile: Glycine max (L.) Merr. (soia), importantă plantă oleaginoasă și furajeră; Arachys hypogaea L. (alune de pământ), la care pedunculii florali se îndoaie după fecundare și intră în pământ, unde se formează o păstaie, cu 1-2 semințe bogate în ulei și foarte apreciate ca aliment.
-Subfamilia Phaseoloideae, cu androceu diadelf (cu filamentele unite în două mănunchiuri: un filament liber și 9 unite). Aici sunt încadrate numeroase genuri și specii erbacee anuale și perene (rar arbori, arbuști sau subarbuști), cu frunze compuse din trei foliole sau penat-compuse și cu flori solitare sau în raceme.
Genul Pisum (mazărea) se caracterizează prin frunzele paripenat-compuse, cu 2-3 perechi de foliole și cu cârcei în vârf, iar stipelele sunt mai mari decât foliolele. P. sativum L. este o plantă de mare valoare alimentară. Semințele   (verzi   sau   uscate)   conțin legumină,   zaharoze,   amidon,   grăsimi, vitamina B, având o largă utilizare ca aliment și ca furaj.
Genul Phaseolus (fasolea) - frunzele sunt trifoliate, iar tulpina poate fi volubilă sau erectă. Ph. vulgaris L. este originară din America de Sud, fiind cultivată ca plantă alimentară, furajeră și medicinală, în foarte multe soiuri. Tecile păstăilor uscate (fără semințe) sunt recomandate pentru efectul lor hipoglicemiant.
Genul Medicago (lucerna) este reprezentat prin cca. 100 specii erbacee, cu frunze trifoliate și păstăi (spinoase sau nespinoase) mai lungi decât caliciul. M. sativa L. (cu flori albastre-violacee) și M. falcata L. (cu flori galbene) sunt două specii furajere foarte importante, dar și valoroase plante melifere.
Genul Trifolium (trifoi) este prezent în flora României prin 41 specii spontane și cultivate. Păstăile sunt mai scurte decât caliciul. Crește în toate etajele de vegetație, având mai ales valoare furajeră. Ex.: T. repens L. (trifoi alb), T. pratense L. (trifoi roșu), T. campestre Schreb. (trifoi mărunt, cu flori galbene) etc. Florile de trifoi se pot utiliza pentru acțiunea lor expectorantă, diuretică și antidiareică.
Dintre speciile lemnoase, în România crește, cultivat sau subspontan, Robinia pseudacacia L. (salcâm), originar din America de Nord, cu valoare forestieră, ornamentală, meliferă, medicinală, dar mai ales antierozională și de fixare a dunelor de nisip. Este un arbore cu lujeri spinoși (stipelele sunt transformate în 2 ghimpi puternici), cu frunze imparipenat-compuse. Florile au corolă albă, sunt grupate în raceme pendule și conțin robininâ, acaciină, uleiuri volatile etc., fiind utilizate în industria parfumurilor, iar în medicina populară se recomandă pentru calmarea tusei. Scoarța de salcâm se folosește în hiperaciditate, în ulcer gastric și duodenal și ca purgativ.

#### Ordinul Myrtales
Plante cu frunze alterne sau opuse, cu flori bisexuate actinomorfe (rar zigomorfe), răspândite mai ales în zona tropicală și subtropicală, puține în regiunile temperate. Fructul este o capsulă, bacă, drupă sau nuculă.

##### Familia  Myrtaceae
Sunt arbori cu glande secretoare de uleiuri eterice în frunze, care sunt întregi, nestipelate, sempervirescente. Florile pe tipul 4 sau 5, cu numeroase stamine și gineceu inferior. Fructele sunt bace, drupe, capsule sau achene.
Myrtus communis L. (mirtul) este un arbust mediteranean, sempervirescent, cu fructul o bacă comestibilă. Frunzele au utilizări medicinale deoarece conțin ulei eteric cu proprietăți aromatizante și tonice, vermifuge, pentru boli ale vezicii urinare și ale aparatului respirator. În semințe există o fitohemoglutinină. Formează tufișuri numite "macchia".
Genul Eucalyptus are cca. 500 specii arborescente, răspândite spontan în Australia, dar cultivat în diverse țări tropicale. Are dimensiuni mari (până la 155 m, la E. amygdalina Labill.), dar frunzele sunt mici, iar fructul este o capsulă loclicidă. În frunze există uleiuri volatile cu proprietăți antiseptice, iar lemnul este foarte rezistent la acțiunea apei și a aerului.

##### Familia Lythraceae
Specii erbacee, cu frunze opuse sau verticilate, stipelate. Florile sunt actinomorfe sau zigomorfe, de tipul 6-4, cu gineceu superior sau inferior. Fructul este o capsulă.
Lythrum salicaria L. (răchitan) este o specie comună în locuri umede, cu flori violacee și cu receptacul mare, tubulos, în care este închis ovarul și apoi fructul. Datorită substanțelor pe care le conține în părțile aeriene (tanoizi, uleiuri volatile, substanțe antibiotice), extractele obținute au acțiune astringentă și inhibantă asupra dezvoltării  florei  microbiene  patogene intestinale. Extern se recomandă pentru ulcere varicoase.

#### Ordinul Elaeagnales

##### Familia Elaeagnaceae
Arbori sau arbuști acoperiți cu peri caracteristici (stelați sau solzoși). Frunzele sunt întregi, lanceolate, iar florile sunt axilare, bisexuate sau unisexuate, cu perigon. Receptaculul este tubulos și închide ovarul, participând la formarea fructului asemănător cu o drupă.
Hippophae rhamnoides L. (cătina albă) este un arbust spinos, frecvent de-a lungul apelor, pe coaste pietroase, mai ales pe formațiuni geologice salifere. Este specie pionieră, cu rol foarte important în combaterea eroziunilor și alunecărilor de teren și favorizează procesul de pedogeneză  pe terenurile nude. Florile sunt mici, brune-gălbui, unisexuate,dispuse dioic. Fructul este portocaliu, cu miros de ananas și este foarte bogat în vitaminele C, B1, B2, carotenoide, acizi grași, fitosteron, motiv pentru care are o largă utilitate fitofarmaceutică. Fiind considerată ca o adevărată "polivitamină naturală", fructele de cătină albă sunt utilizate în hipoavitaminoze și în anemii rebele. Uleiul gras din pericarp se folosește cu succes în tratamentul arsurilor și în ginecologie. Este una dintre cele mai valoroase și cercetate plante medicinale pe plan mondial.

#### Ordinul Sapindales (Acerales)
Sunt plante lemnoase, cu sau fără țesuturi secretoare de latex. Au flori actinomorfe sau zigomorfe, heterochlamidee, cu androceu diplostemon, uneori haplostemon.

##### Familia Rutaceae
Cele mai multe specii sunt răspândite în sudul Asiei, în Africa și Australia. Au frunze nestipelate, cu glande ce au uleiuri aromatice, vizibile prin transparență ca niște puncte. Florile sunt bisexuate (rar unisexuate), actinomorfe sau zigomorfe, grupate în inflorescențe cimoase. Sepalele sunt libere sau unite, petalele sunt libere (pe tipul 4 sau 5), stamine 8-10, iar gineceul din 3-5 carpele libere la bază dar unite prin stilele lor. La baza ovarului se află un disc nectarifer intrastaminal, subovarian. Fructul este bacă, drupă, samară, hesperidă, capsulă sau schizocarp (mericarpic).
Dictamnus albus L. (frăsinel) are rizomi și rădăcini adventive. Tulpina erbacee ajunge la 80 cm înălțime, iar florile sunt alb-roze, puternic mirositoare. În tulpină și în frunzele mari, penat-sectate, se află alcaloizi toxici. Partea subterană are proprietăți diuretice și vermifuge, iar scoarța conține ulei volatil, fiind tonică și stimulentă.
Crește în locuri însorite și în pădurile de cer și gârniță.
Citrus cuprinde 12 specii lemnoase cu frunze persistente (uneori cu un spin la bază). Florile sunt albe, cu androceu poliadelf. Fructul este o bacă mare, numită hesperidă (partea comestibilă provine din peretele intern al carpelei, care se transformă în endocarp). C. sinensis L. (portocalul), C. reticulata Blanco (mandarinul), C. paradisi (L.) L. (grapefruit), C. limon Burm. f. (lămâiul) sunt specii răspândite în cultură, în diverse țări mediteraneene. Au valoare alimentară (conțin vitamine, acizi organici), dar și anumite utilizări medicinale (datorită uleiurilor volatile, principiilor amare), sau în cosmetică și parfumerie. Tinctura și uleiurile volatile au proprietăți tonice, stomahice și antihemoragice. Infuzia de frunze se administrează ca digestiv și antispastic sedativ. Uleiul volatil din flori de portocal are o puternică acțiune antispastică.

##### Familia Aceraceae
Cuprinde arbori cu frunze opuse și nestipelate, cu nervație penată sau palmată. În organele vegetative prezintă latex. Florile sunt grupate în inflorescențe corimboase sau în panicule. Floarea este bisexuată (rar unisexuată), de tipul 4-5, dialisepală și dialipetală, cu 8 stamine pe două verticile și cu disc nectarifer. Gineceul este format din două carpele concrescute, iar fructul este uscat, mericarpic, o disamară caracteristică.
Singura specie cu flori unisexuate, dispuse dioic și cu frunze compuse (imparipenat-compuse) este Acer negundo L. (arțar american), care la noi este cultivat mai ales în scop ornamental.
Celelalte specii ale genului Acer cresc spontan pe teritoriul românesc: A. tataricum L. (arțar tătăresc), are frunze aproape întregi, cu nervație penată; A. platanoides L. (paltin de câmp), A. pseudoplatanus L. (paltin de munte), A. campestre L. (jugastru). Sunt specii forestiere, întâlnite din silvostepă până în etajul montan inferior, având nervație palmată și diferind prin morfologia frunzelor și prin dispoziția aripilor fructelor

##### Familia Hippocastanaceae
Sunt specii lemnoase, cu muguri de primăvară mari, acoperiți de catafile rășinoase. Frunzele sunt palmat-compuse, opuse. Florile dispuse în inflorescențe cimoase sau racemoase sunt zigomorfe, poligame de tipul 4-5. Fructul este o capsulă spinoasă ce se deschide prin trei valve și conține 1-2 semințe mari. Aesculus hippocastanum (castanul porcesc) este un arbore ornamental dar semințele au și utilizări medicinale datorită conținutului bogat în zaharuri, ulei, baze purinice, saponozide ș.a. Frunzele scoarța florile și semințele de castan au proprietăți antiinflamatorii și astringente.

#### Ordinul Geraniales
Sunt plante erbacee, cu flori bisexuale, actinomorfe sau zigomorfe, pentamere. Fructul schizocarp prezintă uneori adaptări pentru autodiseminare.

##### Familia Linaceae
Au frunze opuse (sau verticilate), simple, întregi, nestipelate. Flori actinomorfe, cu 5 sepale libere (sau concrescute la bază), persistente pe fruct. Corola are 5 petale libere, caduce, iar androceul este format din 5-10 (sau mai multe) stamine unite la bază într-un inel care are și glande nectarifere. Gineceul este alcătuit din 3-5 carpele concrescute, cu 5 loculi (fiecare având câte două ovule anatrope). La fructificare fructul apare 10-locular din cauza apariției în fiecare locul a unui perete fals (septum). Fructul este o capsulă septicidă, cu 8-10 semințe albuminoide.
Genul Linum (inul) are cea 230 specii, răspândite în regiunile temperate și subtropicale. L. usitatissimum L.  este o plantă anuală, cu flori albastre, cultivată atât pentru fibre, cât și pentru ulei. Semințele conțin 30-40% ulei sicativ, substanțe mucilaginoase, proteide, un heterozid cianogenetic (care se transformă în acid cianhidric, dar în cantități foarte mici, inofensive). Au acțiune purgativă (de natură mecanică), iar extern, făina și turtele măcinate, rămase după extragerea uleiurilor, se folosesc sub formă de cataplasme (comprese) în furunculoză și reumatism. Uleiul de in, amestecat cu o cantitate egală de apă, se recomandă pentru tratamentul arsurilor. Din fibrele de in se obțin cele mai fine țesături.

##### Familia Geraniaceae
Plante cu organele supraterane acoperite cu peri care conțin substanțe volatile de tipul geraniol, mentonă etc. Frunzele (alterne sau opuse), divers divizate (palmat sau penat), au de obicei stipele, iar florile sunt pentamere, bisexuate, actinomorfe (Geranium sau Erodium) sau zigomorfe (Pelargonium), cu ovar superior. Staminele sunt de 2-3 ori mai multe decât petalele și se unesc la bază prin filamentele lor (unele verticile de stamine se transformă în staminodii). Gineceul este format din 5 carpele unite, cu 1-20 ovule anatrope în fiecare ovar. Ovarul se continuă cu un singur stil lung și se termină cu 5 stigmate libere. Fructul este schizocarp (mericarpic), cu rostru alungit. La maturitate fiecare fructuleț (mericarp) are un rostru format prin divizarea stilului.
Genul Geranium (ciocul berzei) cuprinde circa 14 specii în flora RM, răspândite pretutindeni. G. robertianum (năprasnic) este o plantă cu tulpină fragedă, îngroșată la noduri, cu frunze dublu penat-sectate, cu peri glandulari pe ambele fețe. Florile sunt dispuse câte două, pe un pedicel comun și au petale roz, cu trei nervuri mai deschise. Crește prin păduri și este o plantă urât mirositoare, dar partea aeriană are utilizări farmaceutice în afecțiuni bucofaringiene, ca antidiareic, pentru tratamentul bolnavilor de tuberculoză și diabet zaharat etc. în popor se crede că ar avea și proprietăți afrodisiace.
Genul Pelargonium (mușcate) are circa 250 specii răspândite mai ales în sudul Africii. P. zonale (L.) Ait, P. peltatum (L.) Ait. ș. a. sunt cultivate și la noi, în sere, ca plante ornamentale. în medicina populară, frunzele se aplică pe răni și pe tăieturi.

#### Ordinul Rhamnales
Sunt plante lemnoase sau erbacee, cu flori bisexuate, mici, tetramere sau pentamere, actinomorfe, cu disc nectarifer intrastaminal (la baza ovarului). Fructele sunt capsule, drupe sau bace.

##### Familia Rhamnaceae
Arbori, arbuști spinoși, liane sau plante erbacee, avînd flori cu gineceu inferior, iar fructul o achenă sau drupă.
Rhamnus catharcticus (verigariu) este un arbust spinos, cu fruct o drupă roșie, comestibilă (utilizat ca expectorant și antiseptic).
Ziziphus jujuba Mill. este un arbust spinos, cu fruct o drupă roșie, comestibilă (utilizat ca expectorant și antiseptic). Frunzele sunt bogate în vitamina C și în taninuri. Este introdus în zona de centru și sud a RM.

##### Familia Vitaceae
Cuprinde plante lemnoase agățătoare (liane), rar arbuști sau specii erbacee. Uneori ramurile se metamorfizează în cîrcei. Frunzele, dispuse altern, sunt întregi sau palmat sectate. Florile mici, numeroase, grupate în inflorescențe cimoase, sunt actinomorfe, bisexuate sau unisexuate, de tipul 5 sau 4. Sepale mici, unite prin baza lor, petalele libere sau unite, iar staminele au între bazele lor glande nectarifere. Gineceul este format din 2 carpele unite, cu doi loculi (în fiecare cu câte două ovule anatrope). Fructele sunt drupe cărnoase, suculente, cu 2-4 semințe ce conțin endosperm oleaginos.
Genul Vitis are cea 40 specii, răspîndite în emisfera nordică. Frunzele sunt palmat divizate, iar pe tulpină se remarcă prezența unor cârcei ramificați. Vitis vinifera L. (vița de vie) este una dintre cele mai vechi plante de cultură, răspândită pe tot globul. Frunzele de la unele soiuri de vinuri roșii conțin tanoizi și antociani, fiind utilizate empiric în afecțiuni vasculare, ca antidiareic, în tulburări de menopauză și hemoragii interne. Strugurii au proprietăți diuretice, fiind recomandați bolnavilor cu afecțiuni cardio-renale, în constipație cronică și obezitate. Seva de primăvară ("plânsul viței") se folosește în dermatite și conjunctivite. V. sylvestris Gmel. (vița sălbatică) este răspândită în România în păduri umede din valea râurilor Nistru și Prut și are flori unisexuate, dispuse dioic, iar bacele sunt mici, de culoare albastru-violacee.

#### Ordinul Euphorbiales (Tricoccae)
Cuprinde specii lemnoase (arbori sau arbuști), erbacee sau suculente, adeseori cu latex. Florile lor au gineceu tricarpelar, trilocular și sincarp. Se remarcă prin hetemorfismul aparatului vegetativ și prin flori unisexuate, cu înveliș floral simplu (sau lipsește).

##### Familia Euphorbiaceae
Cuprinde plante lemnoase sau erbacee, cu latex. Unele specii au aspect cactaceu, ca urmare a adaptării la secetele prelungite. Frunzele lor sunt alterne (sau opuse), stipelate. Flori mici, unisexuate, nude (sau cu înveliș floral simplu), grupate în inflorescențe diverse. Floarea masculă are numeroase stamine libere sau unite (în diferite modalități), dar uneori se poate reduce la o singură stamină. Floarea femelă este redusă la un gineceu tricarpelar, trilocular, sincarp, superior. Ovarul se termină cu 3 stile, fiecare dintre acestea având câte două stigmate. În fiecare locul se află 1-2 ovule anatrope. Fructul este o capsulă septicidă, cu 3 semințe
Există cea 300 genuri cu 7500 specii, răspândite mai ales în ținuturi deșertice, având adaptări interesante la acest mediu de viață.
Genul Euphorbia (laptele câinelui, alior) are în organele sale canale laticifere nearticulate, cu latex alb. Florile unisexuate sunt grupate într-o inflorescență elementară bisexuată, numită ciațiu, care simulează o floare: în centru este floarea femelă, nudă, formată dintr-un ovar cu 3 stile și 6 stigmate, iar de jur împrejur sunt mai multe flori mascule reduse la câte o singură stamină, cu un rest de înveliș floral. Această grupare se află într-o cupă provenită prin concreșterea a 5 hipsofile. Pe marginea superioară a cupei sunt 4 glande nectarifere eliptice, semilunare sau bicornute.
Ciațiile sunt grupate în inflorescențe dicaziale, iar acestea formează la rândul lor inflorescențe compuse.
E. cyparissias L. este foarte răspândită, din zona de stepă până în cea colinară, mai abundentă prin pajiștile xerofile sau xeromezofile, pe care le depreciază datorită faptului  că  latexul  este toxic,  conținând alcaloizi, albumine, rezine vezicante. E. helioscopia L. este o buruiană comună în diverse culturi.
Ricinus communis L. (ricinul), originar din Africa, nu are latex. Frunzele sunt palmat-fidate sau partite, iar florile unisexuate sunt dispuse monoic, în inflorescențe racemiforme: cele mascule la bază și cele femele la vârf. Fructul este o capsulă ghimpoasă, dehiscentă prin 3 valve și conține 3 semințe oleaginoase. Uleiul de ricin este un purgativ puternic, dar se utilizează și în cosmetică. Datorită acidului ricinoleic, are o acțiune de stimulare a peristaltismului intestinal.

#### Ordinul Santalales
Sunt plante lemnoase sau erbacee, uneori semiparazite.

##### Familia Loranthaceae
Arbuști mici, semiparaziți pe arbori rășinoși sau foioși. Se hrănesc cu ajutorul unor haustori, care extrag seva brută din vasele lemnoase ale plantei gazdă. Are frunze verzi simple, nestipelate (uneori reduse la scvame). Florile sunt unisexuate, actinomorfe, dispuse axilar în inflorescențe cimoase sau racemoase. Fructul este baciform sau drupaceu (partea cărnoasă provine din receptaculul florii). Semințele nu au cotiledoane și sunt înconjurate de o substanță vâscoasă ce ajută la diseminare.
Loranthus europaeus Jacq. (vâscul de stejar) are frunze căzătoare, flori pedicelate grupate în raceme laxe, iar fructul este o bacă galbenă.Parazitează aproape exclusiv pe speciile genul Quercus.
Viscum album L. (vâsc de foioase) are frunze persistente, flori sesile о grupate în inflorescențe dichaziale dense, iar fructul este o bacă albă. În frunzele de vâsc există diverse substanțe, cu acțiune hipotensivă imediată și de durată și cu efect bradicardizant (datorită acțiunii directe asupra miocardului). în medicina populară se recomandă pentru tratamentul antitumoral.

#### Ordinul Araliales (Umbelliflorales)
Încadrează un mare număr de specii lemnoase și erbacee, cu frunze întregi sau variat divizate, dispuse altern. Florile sunt mici, numeroase, grupate în inflorescențe de tipul umbelei simple sau umbelei compuse. Conțin uleiuri esențiale, oleo-rezine, glicozide, saponide și alcaloizi.

##### Familia Apiaceae (Umbelliferae)
Sunt în general plante erbacee (uneori cu tulpina lignificată la bază), cu rădăcini pivotante. Tulpina este de obicei fistuloasă, iar frunzele, variat penat sau palmat-divizate, au teaca bine dezvoltată. Florile nu sunt niciodată solitare, ci sunt grupate în umbele simple sau compuse, rareori în umbele   neregulate sau capituliforme. Umbelă compusă (umbelă de umbelule) este alcătuită din mai multe ramificații de ordinul I, numite radii, care au în vârf ramificații de ordinul II, numite radiole, ce se termină cu flori. Grupul de flori pedicelate din vârful unei radii se numește umbelulă (umbelă simplă). La baza umbelei compuse se pot afla hipsofile care alcătuiesc involucrul, iar la baza umbelulei se pot găsi alte hipsofile, ce formează involucelul.
Florile sunt, de regulă, bisexuate, actinomorfe sau zigomorfe, dialisepale și dialipetale, cu gineceu bicarpelar inferior. Uneori, toată inflorescența are aspectul unei flori și se poate numi floare biologică. Polenizarea este de obicei entomofilă. Fructul este uscat și se numește diachenă.  La maturitate se desface în două semifructe (mericarpii), care sunt fixate în vârful unui carpofor (o prelungire a axei florale). Pe fața externă (dorsală) a mericarpiilor sunt, de obicei, 5 coaste longitudinale, sub care se află fascicule conducătoare, iar între coaste există niște jgheaburi longitudinale, numite valecule, sub care se găsesc canale secretoare (cu uleiuri eterice, rezine etc.), ceea ce face ca majoritatea speciilor din această familie să aibă miros caracteristic, fiind utilizate de multe ori în scopuri medicinale, ca aromatice sau condimentare.
Eryngium campestre L. (scaiul  dracului) are toate frunzele spinos divizate. Rizomii, datorită substanțelor active pe care le conțin, au acțiune diuretică, fiind utilizați în calculoză renală și vezicală, și pentru efectul lor colagog . Crește în pajiști, locuri ruderale, din stepă până în etajul colinar.
Daucus carota L. ssp. carota (morcovul sălbatic), are involucrul format din hipsofile penat-sectate. Crește spontan prin locuri ruderale sau prin pajiști. D. carota L. ssp. sativus (Hoffm.) Arcang. (morcovul cultivat) are rădăcinile groase, bogate în caroten (provitamina A). Datorită   pectinelor   din   rădăcină,   are   proprietăți   antidiareice,   fiind recomandat ca aliment dietetic pentru copii (crud sau fiert).
Carum carvi L. (chimion) este o specie bianuală, spontană în pajiști subcarpatice și montane, dar este și cultivat pentru fructele sale aromatizante, folosite în industria băuturilor alcoolice și în panificație. Uleiul volatil extras din fructe are acțiune carminativă și stimulentă a secrețiilor gastro-intestinale.
Angelica archangelica L. (angelica) este o plantă perenă, robustă, spontană în lungul pâraielor de munte. Prezintă un rizom gros, o tulpină înaltă de 1-1,5 m. Vagina frunzelor este evident umflată, iar umbelele sunt relativ sferice. Este o veche și renumită  plantă medicinală, toate organele având substanțe cu proprietăți tonice gastrice. Rizomul conține diverse principii active (substanțe amare, uleiuri volatile), cu acțiune tonic-amară (stimulează secrețiile salivare), fiind utilizat în anorexii, dispepsii și meteorism . Extractele de rădăcină au acțiune antibiotică. Din acest motiv a fost intens recoltată și în prezent este amenințată cu dispariția,
Conium maculatum, (cucuta) are o tulpină fistuloasă, înaltă până la 2,5 m, cu miros neplăcut. Crește prin locuri ruderale și conține în toate organele alcaloizi toxici cu efecte paralitice și analgezice (suprimă durerea) asupra sistemului nervos la om. O cantitate de cca 10 g de frunze verzi poate provoca accidente mortale la om, prin paralizarea mușchilor diafragmei și oprirea respirației.
Dintre speciile cultivate, în scop alimentar sau condimentar, mai pot fi enumerate: Levisticum officinale (leuștean), Petroselinum crispum(pătrunjel), Apium graveolens (țelina), Pastinaca sativa (păstârnac), Anethum graveolens (mărar) etc. Ca plante medicinale sunt cultivate: Coriandrum sativum (coriandru), Pimpinella anisum (anason), Foeniculum vulgare (fenicul) etc.

### Subclasa DILLENIIDAE (MALVIDAE)
Sunt plante lemnoase sau erbacee, cu frunze simple sau compuse, cu flori heterochlamidee, dialipetale sau gamopetale. Gineceul este sincarp, cu numeroase ovule dispuse parietal. Sunt răspândite mai ales în regiunile tropicale și subtropicale, mai rar în zonele temperate.
Cuprinde ordinele: Dilleniales, Theales, Violales, Capparales, Salicales, Begoniales, Cucurbitales, Malvales, Ericales, Ebenales, Primulales.

#### Ordinul Dilleniales

##### Familia Paeoniaceae
Cuprinde plante erbacee sau subarbustive, cu caractere de primitivitate (au traheide scalariforme în xilem). Florile sunt mari, bisexuate și heterochlamidee, cu petale mari, care le dau valoare ornamentală. Androceul este format din stamine numeroase, cu disc nectarifer intrastaminal, iar carpelele sunt libere. Fructele sunt polifolicule semicărnoase, cu numeroase semințe prevăzute cu aril.
În mod spontan, în Republica Moldova  crește doar  Paeonia peregrina (bujor străin) întâlnit prin tufișuri și luminișuri de păduri, în sudul Moldovei.

#### Ordinul Theales
Sunt arbori, arbuști sau liane sau plante erbacee, care în organele lor vegetative au glande și canale cu uleiuri eterice. Au frunze opuse și flori pentamere. Androceul polimer, adeseori poliadelf, iar gineceul este apocarp sau  sincarp.

##### Familia Theaceae
Cuprinde specii tropicale și subtropicale sempervirescente, cu frunze simple, pieloase, iar florile sunt solitare, actinomorfe, bisexuate, cu petale unite la bază. Staminele sunt numeroase, libere sau unite într-un tub. Gineceul alcătuit din 2-10 carpele unite, iar fructul este o capsulă sau drupă uscată.
Camellia japonica L., se cultivă în sere, ca plantă ornamentală. Thea sinensis L. (syn. Camellia sinensis (L.) O. Kuntze (ceaiul chinezesc) este un arbust cu frunze ovate, dințate pe margini și flori albe, parfumate. Frunzele conțin alcaloizi (teofilina, cofeina) și taninuri.

##### Familia Hypericaceae
Cuprinde 90 de genuri cu cea 1300 specii, mai ales tropicale. Frunzele sunt simple, întregi, opuse, nestipelate. În frunze sunt glande și canale cu uleiuri eterice vizibile în transparență. Florile sunt mari, actinomorfe, bisexuate, pe tipul 5, cu caliciul dialisepal sau gamosepal, iar corola este dialipetală. Androceul are stamine numeroase, libere sau unite în mănunchiuri (o parte transformate în staminodii). Gineceul are 3-5 carpele unite, uni- sau multilocular. Fructul este o capsulă septicidă, uneori bacă sau drupă, iar semințele nu au endosperm.
Hypericum perforatum L. (sunătoare, pojarniță, ) este o specie erbacee, cu rizom din care pornesc rădăcini adventive și tulpini (sclerificate la bază) muchiate și multiramificate. Frunzele au glande cu uleiuri eterice, care apar ca niște puncte (perforații). Florile sunt galbene- aurii, dispuse în vârful tulpinii și ramurilor în cime corimbiforme. Părțile aeriene ale plantei au miros balsamic și gust aromatic-amar și astringent, fiind utilizate în fitofarmacie pentru afecțiuni hepato-biliare, hiperaciditate și ulcer gastric. Uleiul eteric are acțiune antiseptică și cicatrizantă. Specia crește spontan de la câmpie până în regiunea montană.

#### Ordinul Violales (Parietales)
Sunt plante erbacee sau lemnoase, cu frunze alterne sau opuse. Florile sunt bisexuate, actinomorfe sau zigomorfe, de tipul 4-5. Placentația este parietală.

##### Familia Violaceae
Cuprinde 22 de genuri cu cea 1000 specii cosmopolite, mult răspândite în diverse habitate. Au frunze alterne, de obicei întregi, stipelate. Florile sunt bisexuate, zigomorfe (cu pinten), solitare sau în diverse inflorescențe.	
Petala anterioară se prelungește cu un pinten, în care pătrund cele  două stamine inferioare, cu glande nectarifere la bază. Androceu format din 5 stamine, iar gineceul este tricarpelar, sincarp, cu numeroase ovule. inserate parietal. Stigmatul are diverse forme, cu adaptări la polenizarea entomofilă. Fructul este o capsulă valvicidă, uniloculară, cu numeroase semințe albuminate (au răspândire mirmecoră). ;         		
Viola odorata L. (toporași) are flori albastre și este frecventă din zona stepei până în etajul fagului, prin păduri și tufișuri. V. tricolor L. (trei-frați-pătați) este o specie anuală, corola având petale variat colorate: două petale superioare violete, două mijlocii galben-deschis și petala inferioară galbenă, dar prelungită cu un pinten. Crește prin pajiști, locuri pietroase, de la deal la munte. Florile au acțiune emolientă, iar rizomii și rădăcinile au proprietăți expectorante. Florile și frunzele sunt utilizate în industria parfumurilor. V. arvensis Murr. este o buruiană segetală, mai ales în culturile de cereale păioase.

#### Ordinul Capparales
Plante erbacee sau subarbuști, cu frunze alterne și flori bisexuate, actinomorfe sau zigomorfe, heterochlamidee, cu număr variabil de piese florale. Androceul este dialistemon, iar gineceul sincarp, superior, cu placentație parietală.
Ordinul cuprinde trei familii: Capparaceae, Resedaceae, Brassicaceae.

##### Familia Brassicaceae (Cruciferae)
Sunt plante anuale, bienale sau perene, cu rădăcini pivotante, iar frunzele nu au stipele și sunt dispuse altern sau verticilat. Florile  sunt unite în inflorescențe raceme simple sau compuse, și sunt bisexuate, actinomorfe mai rar zigomorfe. Florile sunt  cu 4 sepale și 4 petale libere așezate față în față în formă de cruce, de unde și denumirea veche a familiei. Androceul de obicei este format din două stamine mai scurte  și patru mai lungi, la baza filamentelor staminale se află glandele nectarifere. Geniceul are 4 carpele dintre care două sunt sterile.
La locul de sutură a carpelelor fertile se află un perete fals numit replum, pe care se fixează semințele și care împarte fructul în 2 loje.  Fructul este silicvă sau siliculă, diferența dintre ele este că silicva are lungimea de cel puțin trei ori mai mare decât lățimea, în celelalte cazuri fructele  brasicaceelor se numesc silicule.  Tipic pentru  multe specii din această familie este  prezența unor heterozide cu gust picant (hreanul, muștarul, ș.a.).  La fel sunt multe specii care înfloresc o singură dată și anume în ultimul an de viață.
Familia cuprinde peste 3500 specii cosmopolite răspândite mai ales în regiunile temperate.
Reprezentanți:
- Brassica oleracea spp. oleracea – este varza sălbatică care crește spontan în Europa de vest. De la această plantă s-au obținut un număr mare de soiuri de cultură.
- B. oleracea var. acefala – varza furajeră
- B. oleracea var. gemifera – varza de Bruxelles
- B. oleracea var. capitata – varza albă de căpățână
- B. oleracea var. gongylodes – varza colirabi (gulia)
- B. oleracea var. botrytis – conopida, colirabi
- B. oleracea var. sabauda  - varza de Savoy (varza creață),
- Brassica nigra  - Muștarul negru

## Alte caracteristici
Floarea este formată din: peduncul floral, receptacul, sepale, (totalitatea lor formează caliciul), petale, (totalitatea lor formează corola), stamine, (formează androceul) și carpele, care formează împreună, gineceul.

## Dicotiledonate
Au sămânță cu 2 cotiledoane.
- Rozacee
  - Rădăcina: lemnoasă/ierboasă
  - Tulpina: lemnoasă/ierboasă
  - Frunza: zimțată pe margini
  - Floarea: roz/albă
  - Fructul: cărnos, poamă, drupă
  - Rude: mărul, părul, prunul, piersicul, caisul, cireșul, vișinul, trandafirul, măceșul, porumbarul.
- Vitacee
  - Rădăcina: lemnoasă
  - Tulpina: lemnoasă
  - Floare: inflorescențe-ciorchini
  - Fructul: baca
  - Planta: Viță-de-vie
- Leguminoase
  - Rădăcina: pivotantă
  - Tulpina: ierboasă
  - Floarea: bărcuță; roz
  - Fructul: păstaie
  - Rude: fasolea, lintea, mazărea, lucerna, trifoiul, măzărichea, sulfina, salcâmul, soia.
- Solanacee
  - Rădăcina: ierboasă
  - Tulpina: ierboasă/tubercul (subpământeană)
  - Floarea: roz-liliachie
  - Fructul: mic, verde, baca
  - Rude: roșia, cartoful, vânata, ardeiul, tutunul, mătrăguna, măselarița (ultimele 2 sunt otrăvitoare)
- Crucifere/Brasicacee
  - Rădăcina: scurtă
  - Tulpina: scurtă
  - Frunze: suculente
  - Floarea: galbenă
  - Fructul: seamănă cu o păstaie, silicvă
  - Rude: varza, ridichea, muștarul, traista ciobanului
- Fagacee
  - Rădăcina/Tulpina: lemnoasă
  - Frunze: ca niște foi
  - Floarea: mai multe grupate în amenți
  - Fructul: achenă
  - Rude: stejar
- Compozite
  - au flori compuse
  - Fructul: achena/nucula
  - Rude: păpădia, mușețel, cicoare, dalie.
- Cucurbitacee
  - plante cu fructe foarte mari
  - Rude: castravetele, dovleacul, pepenele.
- Ranunculacee
  - Rude: piciorul cocoșului, bujorul românesc, pintenul cocoșului, floarea Paștelui, bulbuci-de-munte
  - Fructul: folicula/baca/achena
- Apiacee
  - Rădăcina: pivotantă
  - Tulpina: ierboasă
  - Floare: inflorescențe-umbele
  - Rude: morcov, pătrunjel, mărar.
- Chenopodiacee
  - Tulpina: ierboasă
  - Frunze: suculente
  - Rude: sfecla de zahăr, sfeclă furajeră, spanacul, loboda de grădină.